# M-Toluidin
m-Toluidin (meta-Toluidin) ist eine chemische Verbindung aus der Gruppe der aromatischen, einfach methylierten Aniline und ist isomer zu o-Toluidin und p-Toluidin.

## Gewinnung und Darstellung
Alle drei isomeren Toluidine werden aus Nitrotoluolen (aus Toluol durch Nitrierung zugänglich) durch Reduktion hergestellt. Die Reduktion kann zum einen mit Eisen, Essigsäure und Salzsäure durchgeführt werden (Béchamp-Reduktion). Heute überwiegt die katalytische Hydrierung mit Raney-Nickel. Als Lösungsmittel werden hier oft niedere, aliphatische Alkohole (Methanol, Ethanol, n-Propanol oder iso-Propanol) eingesetzt. Die Hydrierung findet in der Regel bei Drücken zwischen 3 bar und 20 bar H2-Druck (sog. Niederdruckhydrierung) oder bei 20 bis 50 bar (sog. Mitteldruckhydrierung) statt.

## Eigenschaften
m-Toluidin ist eine ölige, farblose bis gelbliche, sich bei Licht- und Luftzutritt rotbraun verfärbende, wenig flüchtige, schwer entzündliche Flüssigkeit, die wenig löslich in Wasser ist. Sie hat eine Leitfähigkeit von 5,5 × 10−8 S/m bei 25 °C.
Alle Toluidine sind schwache Basen, ihre pKs-Werte liegen in der gleichen Größenordnung wie Anilin (4,603).
Die Dampfdruckfunktionen ergeben sich nach Antoine entsprechend log10(p) = A−(B/(T+C)) (p in bar, T in K) wie folgt:
| Typ        | T in K      | A       | B        | C       |
| ---------- | ----------- | ------- | -------- | ------- |
| o-Toluidin | 391,6–473,4 | 4,19168 | 1617,232 | −87,126 |
| m-Toluidin | 394,9–476,5 | 4,19983 | 1618,386 | −90,631 |
| p-Toluidin | 315–473,5   | 4,71884 | 1961,716 | −57,0   |

## Verwendung
Die Toluidine hatten früher fast ausschließlich als Zwischenprodukte zur Herstellung von Farbstoffen und Pigmenten sehr große Bedeutung. Mittlerweile werden auch einige Herbizide auf Basis dieser Verbindungen hergestellt.
Über eine Diazotierung (und anschließende „Verkochung“) können aus den Toluidinen die Kresole erhalten werden.
m-Toluidin ist enthalten in Flugzeugbenzin, Entwicklern in der Farbfotografie, elektrophotographischen Materialien und wird zur Herstellung von Farbstoffen, Vulkanisationsbeschleunigern, Textilhilfsmitteln, Pharmaka und Polyesterharzen verwendet.
Ein wichtiger Azofarbstoff auf Basis des 3-Methylanilins ist Direct Yellow 50 (C.I. 29025).
| Chemische Struktur | Name                                | Verwendung                                                          |
| ------------------ | ----------------------------------- | ------------------------------------------------------------------- |
|                    | 6-Chlor-3-methylanilin              | für Azofarbstoffe                                                   |
|                    | 3-Aminotoluol-4-sulfonsäure         | als Zwischenprodukt für Azofarbstoffe und Triphenylmethanfarbstoffe |
|                    | 3-Aminotoluol-6-sulfonsäure         | als Zwischenprodukt für Azofarbstoffe                               |
|                    | 3-Amino-6-chlortoluol-4-sulfonsäure | als Diazo-Komponente für Azofarbstoffe                              |

## Sicherheitshinweise
Die Dämpfe von m-Toluidin können mit Luft ein explosionsfähiges Gemisch (Flammpunkt 85 °C, Zündtemperatur  480 °C) bilden. Sie greift verschiedene Kunststoffe  an.